# Acanthocalycium spiniflorum
Az Acanthocalycium spiniflorum a szegfűvirágúak (Caryophyllales) rendjébe, ezen belül a kaktuszfélék (Cactaceae) családjába tartozó faj.
Nemzetségének a típusfaja.

## Előfordulása
Az Acanthocalycium spiniflorum előfordulási területe Argentína északnyugati és északkeleti részein van.

## Megjelenése
Ez a kaktuszféle hosszúkás hordó alakú. A hegyes, fehér tövisei csokrokba rendeződnek. Egyszerre több virágot is hozhat. A virág szirmai halvány rózsaszínes-lilák; a termőtája kívül sötétzöld vagy szürkészöld, beljebb világossárga, aztán legbelül újból sötété válik.

## Képek

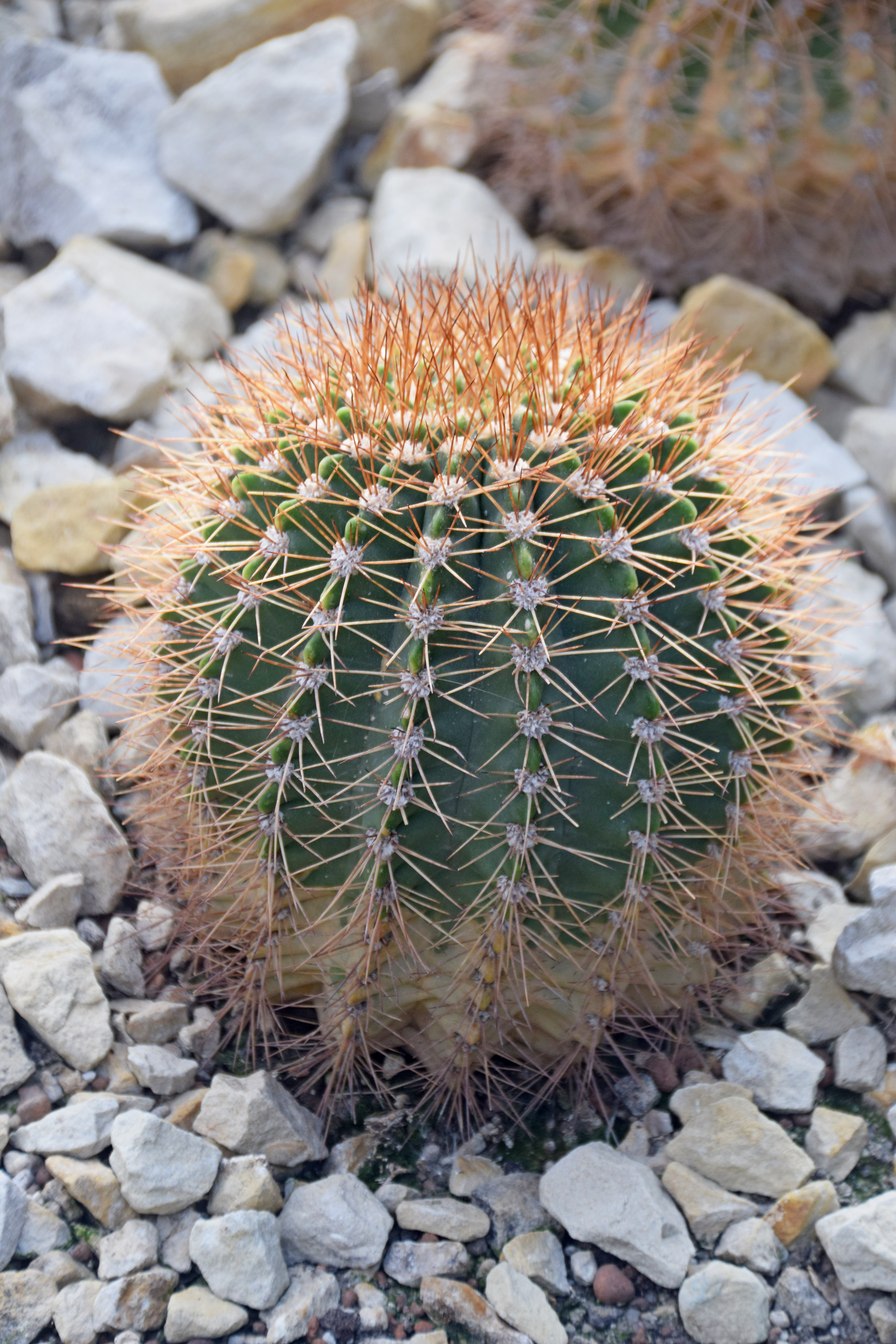
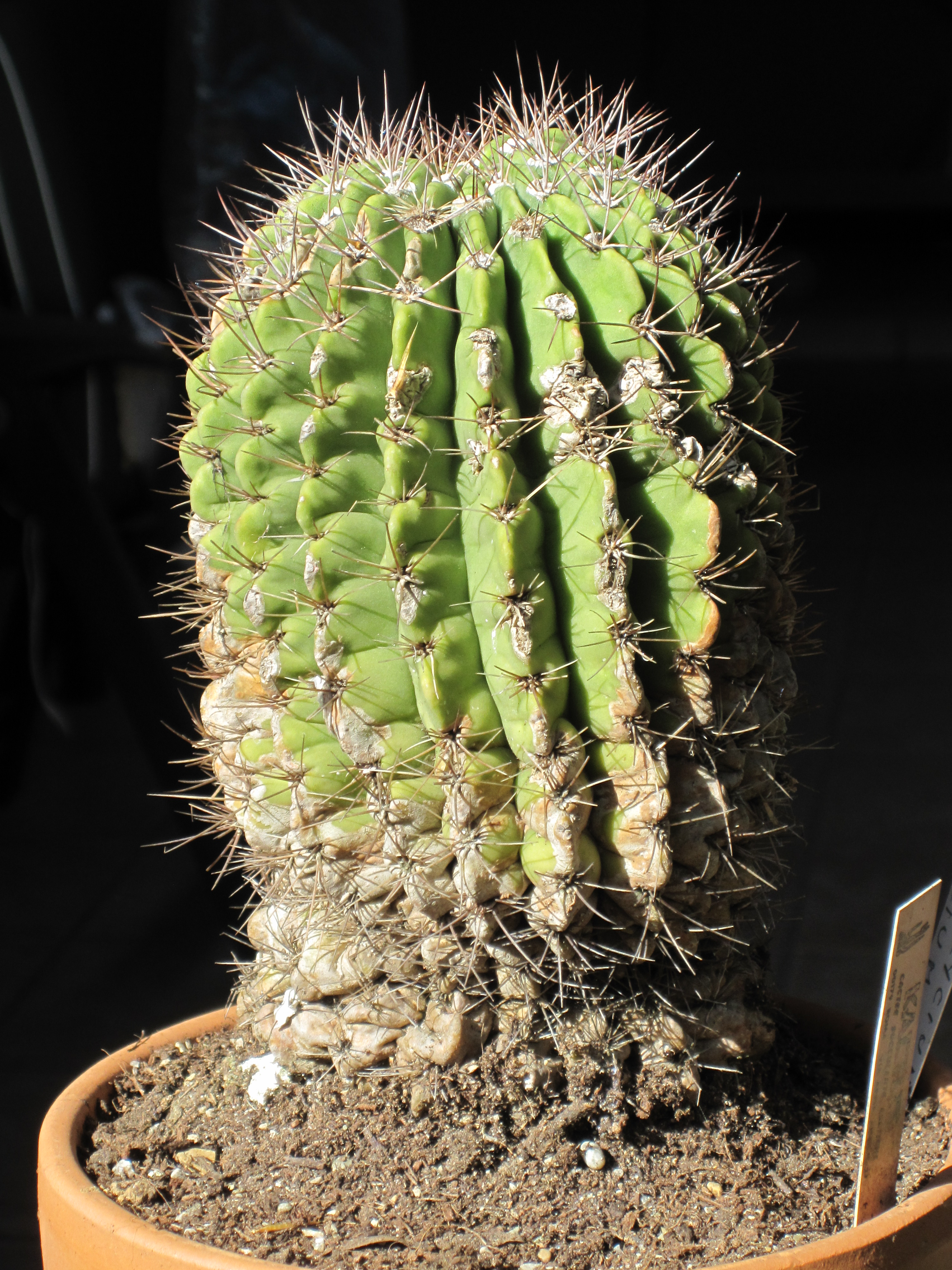
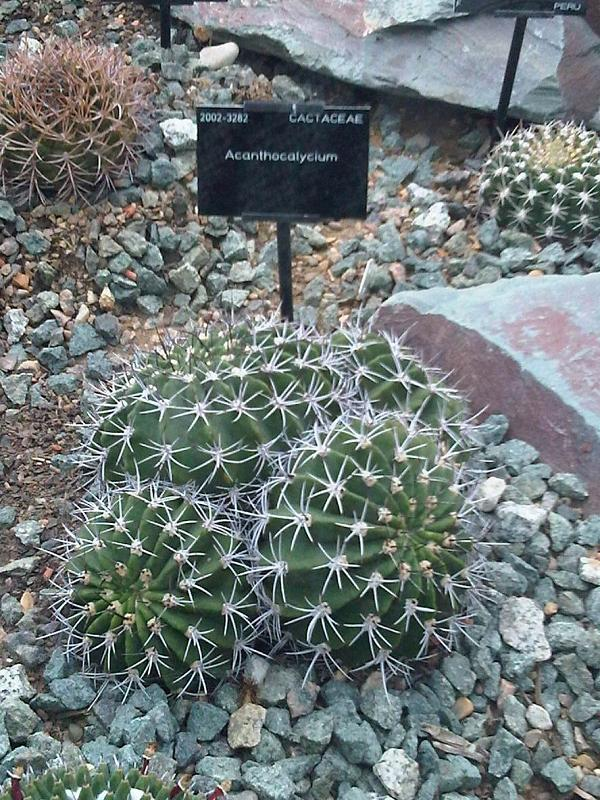
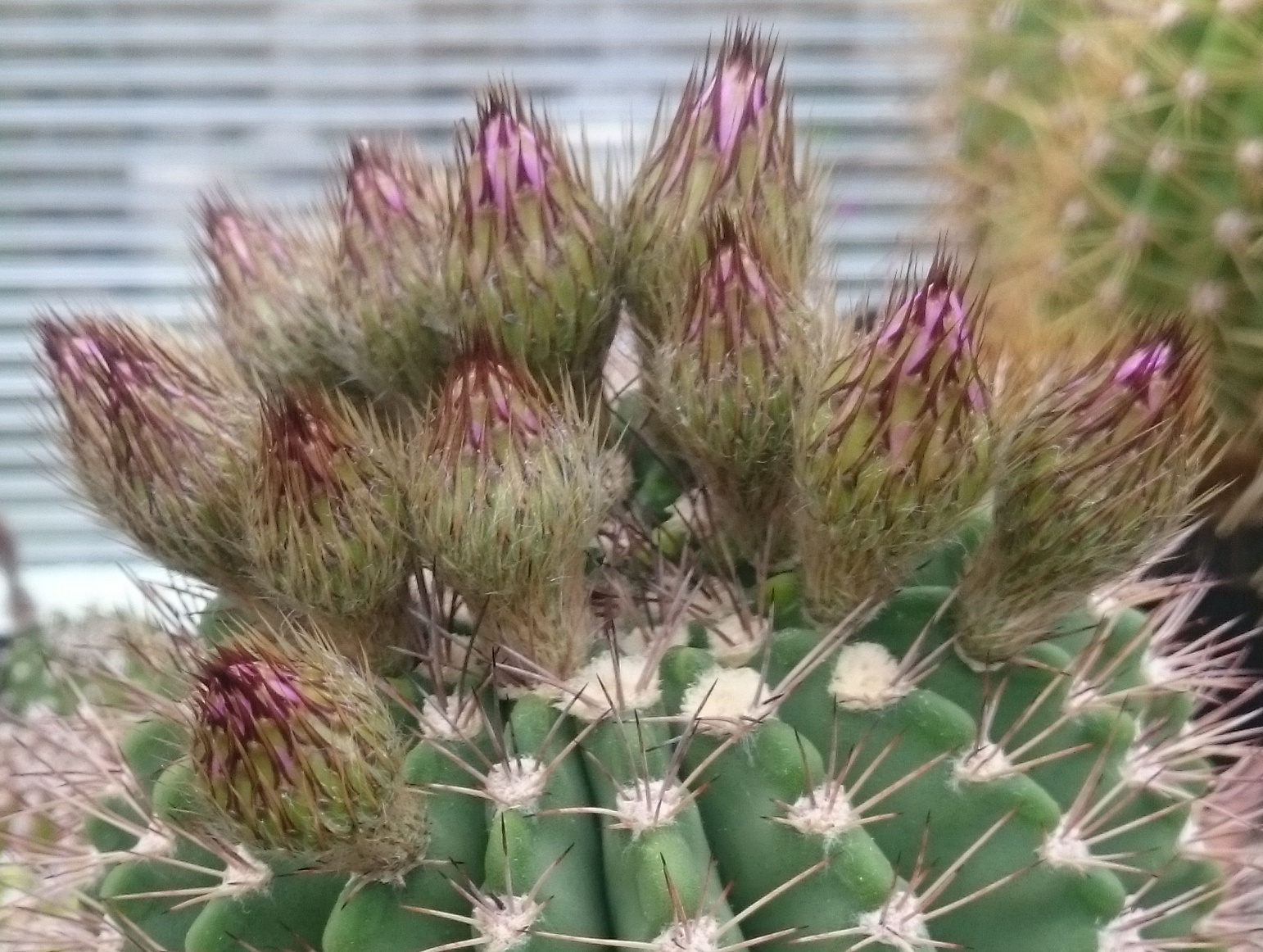
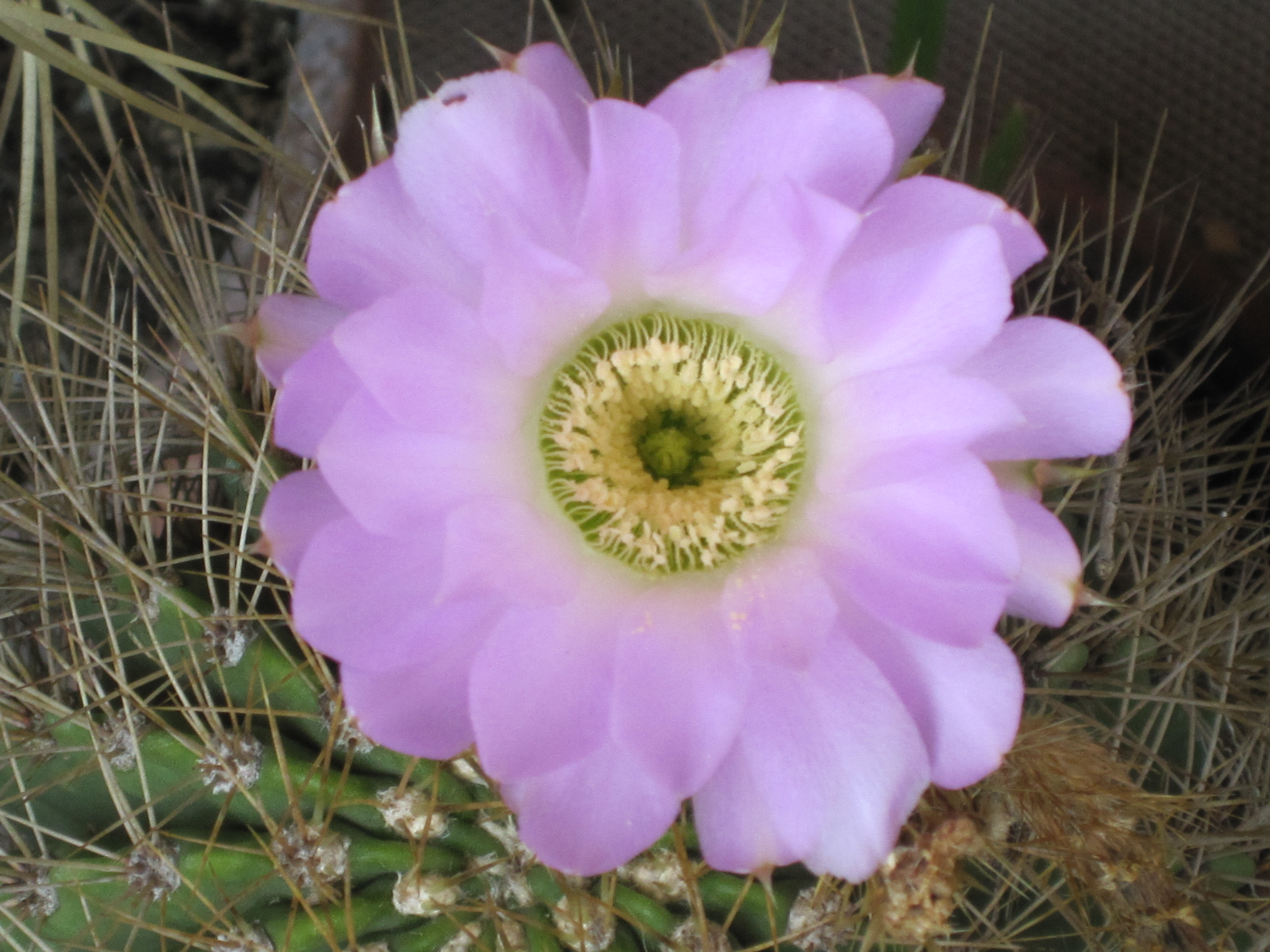